# Christiane Rosine Spitzel

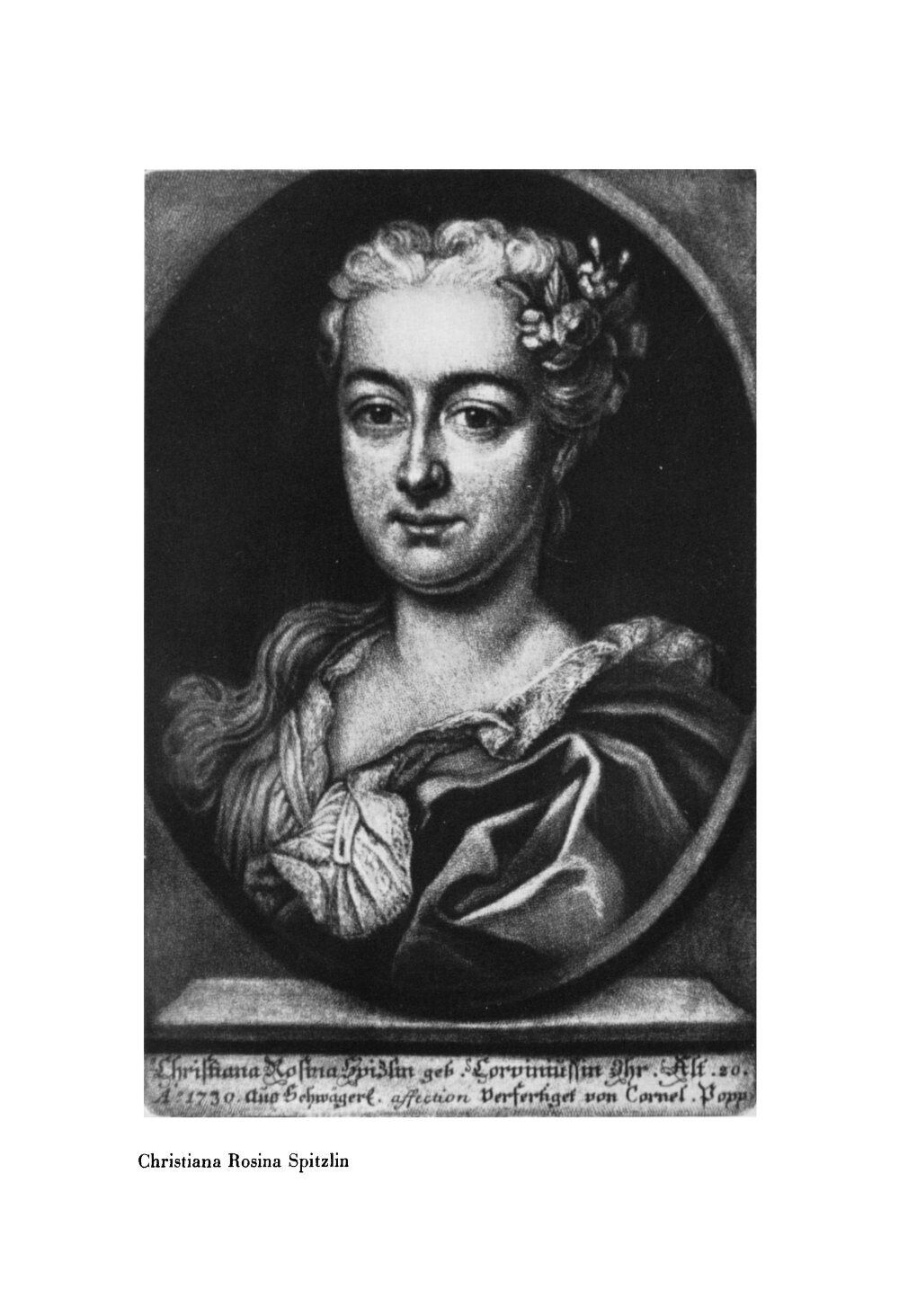
Porträt von Christiane Rosina Spitzel

Christiane Rosine Spitzel (auch Christiane Rosina Spitzel oder Christiane Rosine Spitzlin genannt) (* 23. März 1710 in Augsburg; † am 16. August 1740  in Köthen) war eine deutsche Kupferstecherin, Dichterin sowie Schriftstellerin.

## Leben
Christiane Rosine Spitzel war die einzige Tochter des aus Leipzig stammenden Kupferstechers Johann August Corvinus. Dieser lehrte ihr das Handwerk des Kupferstechens. Allerdings sind keine eigenständigen Kupferstich-Werke von Spitzel selbst bekannt. Christiane Rosine Spitzel war zwei Jahre mit dem Kupferstecher Georg Christoph Kilian verlobt, ehe sie 1729 den verwitweten Porträtmaler und Kunstverleger Gabriel Spitzel heiratete. Sie verstarb im Jahr 1740 im Alter von 30 Jahren. Trotz ihres jungen Sterbealters konnte sie zwei Sammlungen ihrer Gedichte veröffentlichen und war sehr schreibaktiv.

## Werk
Für ihre Dichtungen wurde Christiane Rosine Spitzel lokal in Augsburg und Umgebung gefeiert.  In ihrem berühmtesten Werk, dem Gedichtband Poetische Ergötzungstunden verwendet sie hauptsächlich Alexandriner als Versmaß. Weiter sind aber auch Gedichte in freier Strophenform sowie Cantata, sogenannte Singgedichte, vorhanden. Im Vorwort erklärt Spitzel die Absicht, mit ihrem Werk die große Liebe und Allmacht Gottes im Reich der Natur zu betrachten und dadurch die Anweisungen für den Weg ins Paradies zu finden. In ihren Gedichten thematisiert Spitzel verschiedene Naturerscheinungen, Vorgänge und Einrichtungen des Menschenlebens, biblische Anschauungen oder auch die moralische Ermahnung. Mit ihren teils sehr lebendigen Beschreibungen natürlicher Vorgänge kann der lesenden Person ein präzises Bild vermittelt werden. Naturvorgänge wie beispielsweise ein aufkommender Sturm mit damit verbundenem Wind werden von Spitzel oftmals mit der Allmacht Gottes gleichgesetzt. Auch die Thematik der Liebe wird von Spitzel in ihren Gedichten angesprochen. Diese werden jedoch befreit von jeglicher möglichen zeitgenössischen Anstössigkeit.
Auf formaler Ebene ließ sich Spitzel auch von Barthold Heinrich Brockes und dessen Naturbeobachtungen inspirieren. Brockes stellte für Spitzel ein Vorbild dar. In einem ihrer Singgedichte ließ sie sich zudem wohl von Versuch in gebundener Schreib-Art, einer Cantata der berühmten deutschen Schriftstellerin Christiane Mariane von Ziegler inspirieren. Spitzel erinnert zu Beginn dieses Singgedichts an den Beginn desjenigen von Ziegler. Sowohl Brockes wie auch Ziegler gehören zu den Dichtern und Schriftstellern der Aufklärung. Somit enthält auch Spitzels Werk aufklärerische Elemente wie etwa die erwähnten Naturbeobachtungen.
Thematisiert sie im ersten Teil ihrer poetischen Ergötzungsstudien noch verschiedene Themen wie die Betrachtungen beispielsweise eines Tannenbaums, des menschlichen Gehörs oder Schiffe, sind im später erschienenen zweiten Teil beinahe ausschließlich geistliche Gedichte, Kirchenlieder oder Hochzeitsgedichte zu finden.
Weiter soll Spitzel die Verfasserin der anonym erschienen polemischen Satire Die von der Tugend gezüchtigte Faunen sein, welche von einem fingierten Verlag herausgebracht wurde, wie der Historiker Franz Schmidt vermutet.

## Schriften
- Christina Rosina Spitzel: Poetische Ergötzungsstunden. (Hrsg.) Mertz und Mayer, Augsburg 1731 (online)
- Christina Rosina Spitzel: Poetische Ergötzungsstunden, 2. Theil. (Hrsg.) Merz, Augsburg 1735–38. (Digitalisat)